# Офелия Амбарцумян
Офелия Карапети Амбарцумян (на арменски: Օֆելիա Կարապետի Համբարձումյան) е арменска народна певица.

## Биография
Родена е на 9 януари 1925 г. в Ереван, Арменска ССР. Завършва Музикалното училище „Романос Меликян“. От 1944 г. е солистка на Ансамбъла за народни инструменти към радио „А. Мерангулян“ (тогава телевизия и радио) на Арменска ССР. Репертоарът ѝ включва предимно арменски народни песни, както и песни от арменски композитори. Изпълнява и творби на арменския поет Саят-Нова.
Гастролира в много градове на Съветския съюз, а също така се изявява и в чужбина – Ливан, Сирия, Египет, Франция, САЩ и др.
Умира на 13 юни 2016 г. в Ереван, Армения.
Дъщеря ѝ е арменската джаз вокалистка Татевик Ованенисян. През септември 2015 г. в Ереван се състои премиерата на автобиографичния филм „Офелия“. В него участват самата певица и дъщеря ѝ, която живее в САЩ.
Удостоена е със званието Народена артистка на Арменската ССР (1959), орден „Червено знаме на труда“ (8 февруари 1985), орден „За заслуги“ (27 юни 1956). На 3 септември 2011 г. получава орден „Свети Месроп Мащоц“ – по случай 20-годишнината от независимостта на Армения, за големите ѝ лични заслуги за развитието и разпространението на арменското песенно изкуство..